# Hinshelwood (cráter)
Hinshelwood es un cráter de impacto ubicado en la cara visible de la Luna, siendo el impacto con nombre propio más próximo al Polo Norte. Se encuentra entre los grandes cráteres Peary y Hermite, e inmediatamente al sur del Polo Norte.
|  |

Es un cráter de forma irregular, con una marcada protuberancia en su lado norte. Dada su proximidad al Polo Norte lunar, su fondo permanece en la sombra de forma permanente.
La denominación del cráter fue adoptada por la UAI en 2009 en memoria del químico inglés Sir Cyril Norman Hinshelwood (1897-1967).

## Referencias

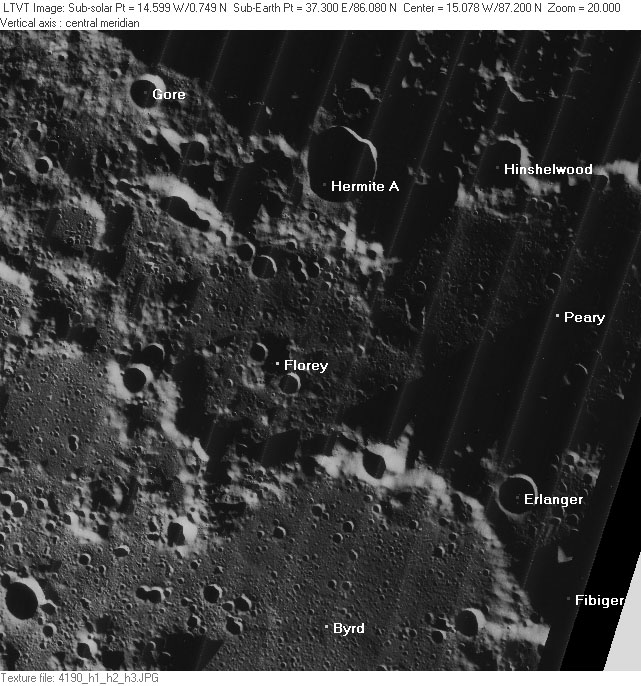
Entorno de Hinshelwood (parte superior derecha de la fotografía)